# Salmo opimus
Salmo opimus es una especie de pez del género Salmo.

## Descripción
Presenta 112-120 escamas en la línea lateral, lo que la diferencia de otras especies muy parecidas como Salmo kottelati. Cuenta con algunas manchas oscuras en algunas partes del cuerpo como el dorso y la parte superior del flanco (menos de 50). A diferencia de otras especies, estas manchas distintivas no cambian, varían o aumentan con el tamaño y edad. Es de forma alargada, cuenta con una boca relativamente grande y mide 30 cm de longitud (11,81 pulgadas).

## Distribución y hábitat
Se distribuye por Asia, en los arroyos Tekir, Fırnız y Göçüksu, zonas ubicadas en el río Ceyhan, en Turquía, también en el arroyo Alara, una cuenca costera mediterránea. Según reportes, la especie también está presente en la cordillera del Atlas, en Marruecos y Argelia, además en Afganistán, en la cuenca Amu Daria.